# Bezdomne duszki
Bezdomne duszki (ros. Бездомные домовые) – radziecki krótkometrażowy film lalkowy z 1981 roku w reżyserii Stanisława Sokołowa.

## Obsada (głosy)
- Jurij Wołyncew
- Nina Rusłanowa
- Boris Nowikow
- Wiaczesław Bogaczow

## Wersja polska
- Wersja polska: Studio Opracowań Filmów w Warszawie
- Reżyseria: Maria Piotrowska
- Dialogi: Maria Etienne
- Dźwięk: Stanisław Uszyński
- Montaż: Halina Ryszowiecka
- Kierownictwo produkcji: Andrzej Staśkiel

Źródło: